# Jabłonna Lacka (gmina)
Jabłonna Lacka (daw. gmina Jabłonna) – gmina wiejska w województwie mazowieckim, w powiecie sokołowskim. W latach 1975–1998 gmina położona była w województwie siedleckim.
Siedziba gminy to Jabłonna Lacka.
Według danych z 30 czerwca 2004 gminę zamieszkiwało 5127 osób.
5 października 1973 z gminy Jabłonna Lacka wyłączono miejscowość Wirów-Kolonia i włączono do gminy Repki.

## Struktura powierzchni
Według danych z roku 2002 gmina Jabłonna Lacka ma obszar 149,4 km², w tym:
- użytki rolne: 75%
- użytki leśne: 19%

Gmina stanowi 13,2% powierzchni powiatu.

## Demografia

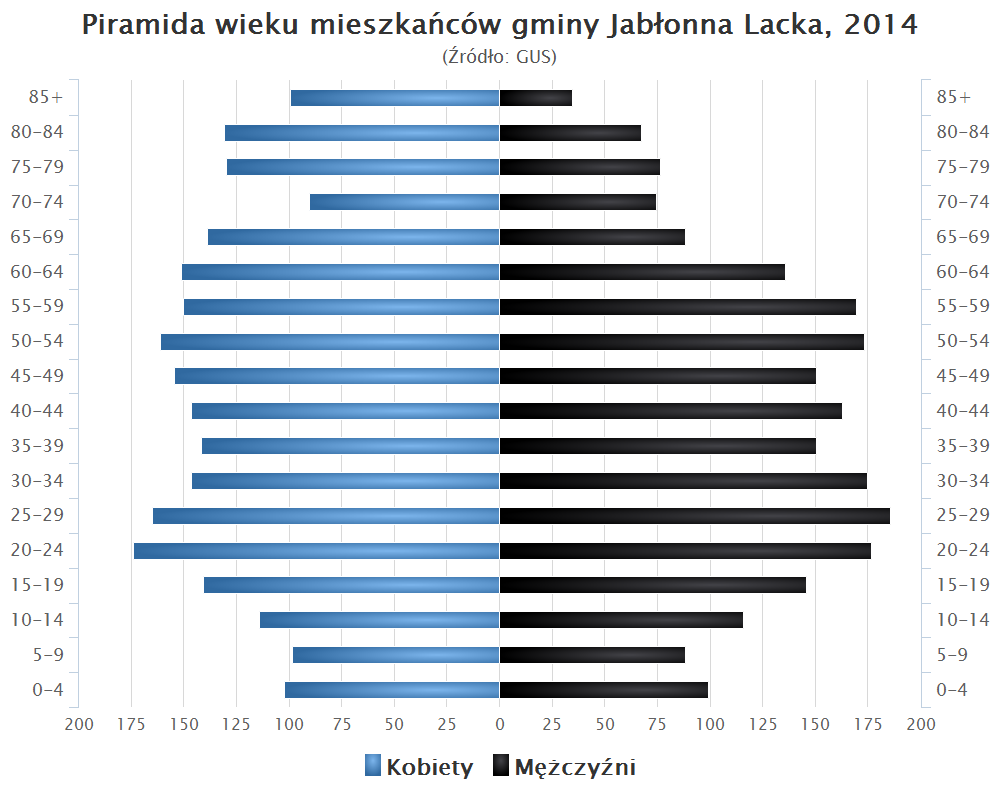
Piramida wieku mieszkańców gminy Jabłonna Lacka w 2014 roku

Dane z 30 czerwca 2004:
| Opis                              | Ogółem | Ogółem | Kobiety | Kobiety | Mężczyźni | Mężczyźni |
| --------------------------------- | ------ | ------ | ------- | ------- | --------- | --------- |
| jednostka                         | osób   | %      | osób    | %       | osób      | %         |
| populacja                         | 5127   | 100    | 2659    | 51,9    | 2468      | 48,1      |
| gęstość zaludnienia (mieszk./km²) | 34,3   | 34,3   | 17,8    | 17,8    | 16,5      | 16,5      |

## Sołectwa
Bujały-Gniewosze, Bujały-Mikosze, Czekanów, Dzierzby Szlacheckie, Dzierzby Włościańskie, Gródek, Gródek-Dwór, Jabłonna Lacka, Jabłonna Lacka - Kolonia, Jabłonna Średnia, Krzemień-Wieś, Krzemień-Zagacie, Łuzki, Łuzki-Kolonia, Mołożew-Wieś, Morszków, Niemirki, Nowomodna, Stara Jabłonna, Teofilówka, Toczyski Podborne, Toczyski Średnie, Tończa, Wierzbice-Guzy, Wierzbice-Strupki, Wieska-Wieś, Wirów, Władysławów.
Miejscowościami podstawowymi bez statusu sołectwa są: Ludwinów, Mołożew-Dwór i Wirów-Klasztor.

## Sąsiednie gminy
Ciechanowiec, Drohiczyn, Perlejewo, Repki, Sabnie, Sterdyń